# Cantioc
Cantioc är en ort i Mexiko.   Den ligger i kommunen Tila och delstaten Chiapas, i den sydöstra delen av landet, 800 km öster om huvudstaden Mexico City. Cantioc ligger 881 meter över havet och antalet invånare är 1 426.
Terrängen runt Cantioc är huvudsakligen kuperad, men söderut är den bergig. Runt Cantioc är det ganska tätbefolkat, med 65 invånare per kvadratkilometer. Närmaste större samhälle är Chilón, 3,4 km söder om Cantioc. I omgivningarna runt Cantioc växer i huvudsak städsegrön lövskog.